# Krís Kríngl
Krís Kríngl（クリスクリングル）は、日本のロックバンド。

## 概要
1988年7月のCO-CóLO解散から1989年のJAZZ MASTER結成までの一年に満たない期間（1988年10月「Stranger -Only Tonight-」、1989年5月「Muda」）を沢田研二のバックバンドとして活動した。
短期間の活動で、アルバムは出していない。
柴山和彦は現在も沢田研二のバックバンドで活動中。

## メンバー
- 柴山和彦 （ギター）
- 今井智 （ドラムス）
- 小林信吾 （キーボード)
- 井ノ上和宏 （ベース）
- 小野雅司 （パーカッション）